# イートン火災
イートン火災（イートンかさい、英語: Eaton Fire）は、アメリカ合衆国カリフォルニア州ロサンゼルス郡で発生した大規模な山火事である。2025年1月7日夕方にサンガブリエル山脈のイートン峡谷で始まり、強力なサンタアナ風によって麓のコミュニティ、特にアルタデナ市へと広がった。この火災で少なくとも17人が死亡し、9,000棟以上の建物が破壊されるなど、カリフォルニア州史上5番目に死者が多く、2番目に破壊的な山火事となった。火災の原因は調査中であり、報道や訴訟では電力会社サザンカリフォルニアエジソンが運営する送電線の関与が指摘されている。火災は24日間燃え続け、1月31日に完全に鎮火した。
イートン火災は、2025年1月に南カリフォルニアで発生した8つの山火事の一つであり、サンタモニカ山脈で発生したパリセーズ火災と同時期に燃え広がった。

## 背景
グレートベースン上空の強力な高気圧システムが南カリフォルニアに急激な北向きの気圧勾配を生み出し、強力なサンタアナ季節風を引き起こした。この風は、内陸の冷たく密度の高い空気が山岳地帯の峠や峡谷を通って温暖な沿岸部へ流れる乾燥した下降気流である。
同時期、南カリフォルニア沿岸部は「8か月間ほとんど降雨がない」状態で、地域の多くが中程度の干ばつ状態に陥っていた。カリフォルニア州林業消防局（CAL FIRE）の大隊長は、「大規模な山火事に最適な条件」と述べたとロサンゼルス・タイムズが報じている。アメリカ国立気象局（NWS）は1月6日朝にレッドフラッグ警告を発令し、マリブ沿岸、サンタモニカ山脈レクリエーションエリア、サンガブリエルバレー、サンフェルナンドバレー、サンタクラリータバレーなどを対象に木曜日夕方まで有効とした。
NWSは「生命を脅かす」風嵐を予測し、サンタアナ風の突風は時速60～80マイル（97～129 km/h）、山岳地帯では最大90マイル（140 km/h）に達すると予想された。

## 進行
火災は2025年1月7日午後6時18分頃（PST）にアルタデナ・ドライブとミドウィック・ドライブ付近で発生した。午後6時26分、パサデナのキャニオン・クローズ・ロードで消防士が無線で火災が10エーカー（4.0ヘクタール）に広がり、高圧送電線の真下で燃えていると報告した。午後6時33分には、飛び火が約1マイル（1.6 km）離れた建物に火をつけていると報告された。
火災は強力なサンタアナ風に煽られ、1月8日午前0時7分までに1,000エーカー（400ヘクタール）を超える規模に拡大した。近隣のマウント・ルーケンズ・トラック・トレイルでは風速100マイル（160 km/h）の突風が観測された。1月8日午前6時30分までに火災は2,227エーカー（901ヘクタール）に達し、鎮火率は0%だった。1月31日に完全鎮火するまで、合計14,021エーカー（5,674ヘクタール）が焼失した。

## 原因
CAL FIREによると、火災の原因は調査中である。イートン峡谷に隣接する住民は、火災が峡谷上部の送電塔近くで始まったと報告した。被災住民は南・カリフォルニア・エジソンを提訴し、送電線の不具合が原因であり、NWSのレッドフラッグ警告にもかかわらず送電線を遮断しなかったと主張している。

## 影響

### 死傷者
2025年1月17日時点で、死者17人、行方不明者24人が報告された。犠牲者の多くはアルタデナのレイク・アベニュー西側の黒人コミュニティに住んでいた。

### 避難と閉鎖
1月8日午前4時（PST）時点で、52,314人が避難命令を受け、総計10万人以上が避難した。9,418棟が破壊され、1,071棟が損傷した。パサデナ統一学区やロサンゼルス統一学区を含む複数の学校が閉鎖され、マウント・ウィルソン天文台やNASAジェット推進研究所も避難を余儀なくされた。

## 訴訟
2025年1月13日以降、サザン・カリフォルニア・エジソンに対して複数の訴訟が提起され、電力安全対策の怠慢が指摘されている。